# نینو کیرتادزه
نینو کیرتادزه (گرجی: ნინო კირთაძე؛ زادهٔ ۱ ژوئن ۱۹۶۸) روزنامه‌نگار، بازیگر و کارگردان فیلم فرانسوی متولد گرجستان است. او از سال ۱۹۹۷ در فرانسه زندگی می‌کند.